# Steinfurther Allee (metropolitana di Amburgo)
Steinfurther Allee è una fermata della metropolitana di Amburgo, sulla linea U2.
Si tratta di una stazione sotterranea situata nel quartiere di Hamburg-Mitte ed è stata inaugurata il 29 settembre 1990.